# Bunker Hill (Los Angeles)
Pour les articles homonymes, voir Bunker Hill.
Bunker Hill, est une petite colline du centre-ville de Los Angeles située à l'est de la Harbor Freeway. Cette partie de l'ancien centre-ville a été presque complètement rasée et reconstruite dans les années 2010, principalement par Geoffrey Palmer (magnat de l'immobilier). On y compte plusieurs bâtiments connus dans la ville comme le Walt Disney Concert Hall.

## Homonymie
Bunker Hill est aussi le nom d'une colline proche de Boston, lieu d'une célèbre bataille de la guerre d'indépendance américaine (voir Bataille de Bunker Hill).